# Халва

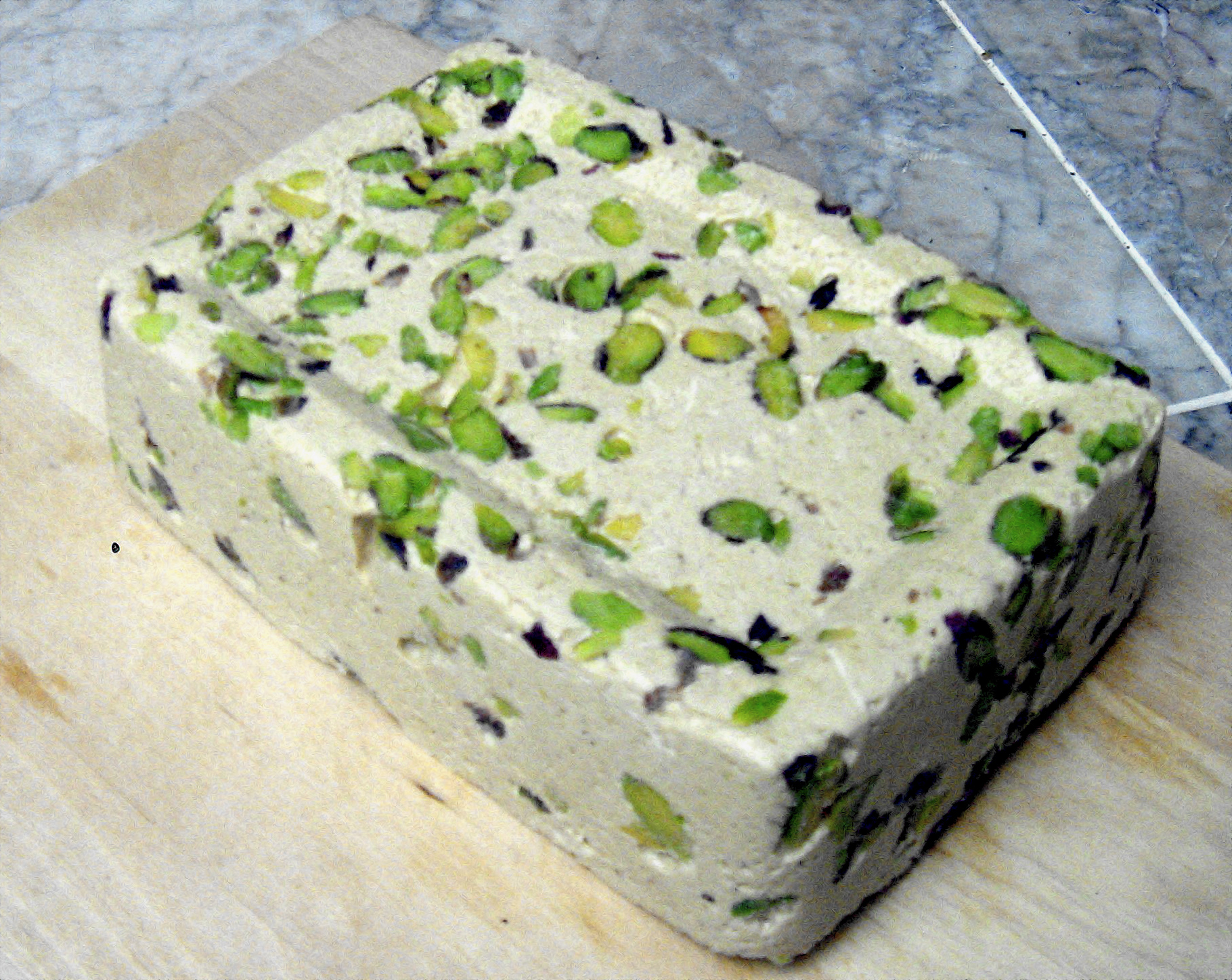
Кунжутна (тахінна) халва з фісташками

Халва́ (з фарсі:حلوا— солодощі) — східний десерт, що виготовляється з цукру, обсмажених горіхів або насіння і збитої з піноутворювальною речовиною карамельної маси (увареного цукрового сиропу з патокою).
Залежно від виду олійного насіння розрізняють халву: арахісову, горіхову, соєву, кедрову, соняшникову, тахінну (з насіння кунжуту — інакше сезам) і комбіновану (з насіння кількох видів).
Піноутворюючою речовиною служить відвар мильного або солодкового кореня. У халву зазвичай додають різноманітні смакові речовини (рідше ароматизатори): ванілін, родзинки, подрібнені горіхи тощо.
Калорійність халви: 469 ккал на 100 грам.

## Історія
За Ресурси  халва була винайдена в Ірані за часів правління Хосрова II (VI століття). Перший рецепт виготовлення халви, що зберігся до нашого часу, датований XIII століттям.

## Види халви

### Халва на основі борошна

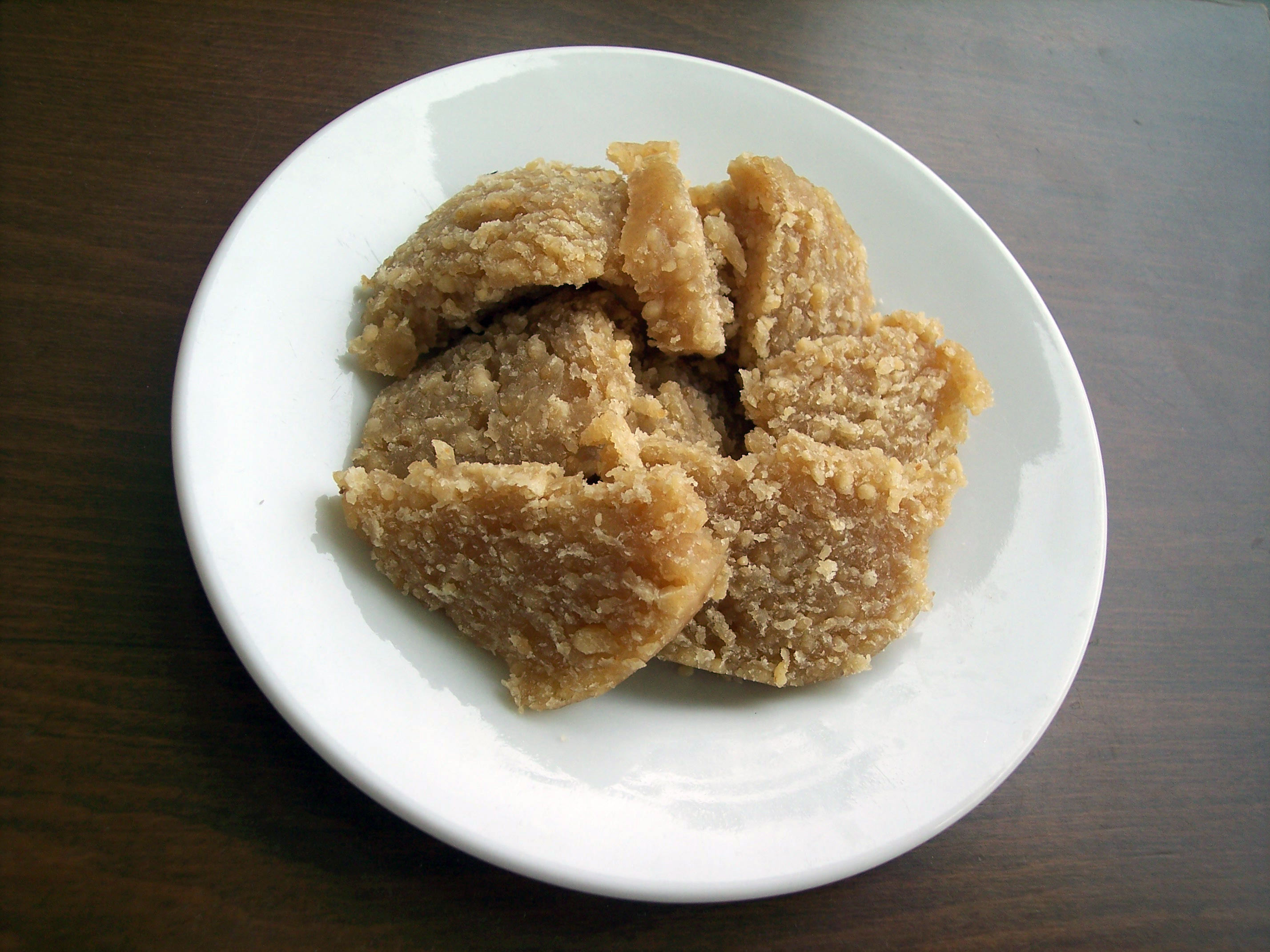
Un Helvasi

- З манної крупи
- З кукурудзяного борошна
- З рисового борошна

### Халва на основі овочів і молока

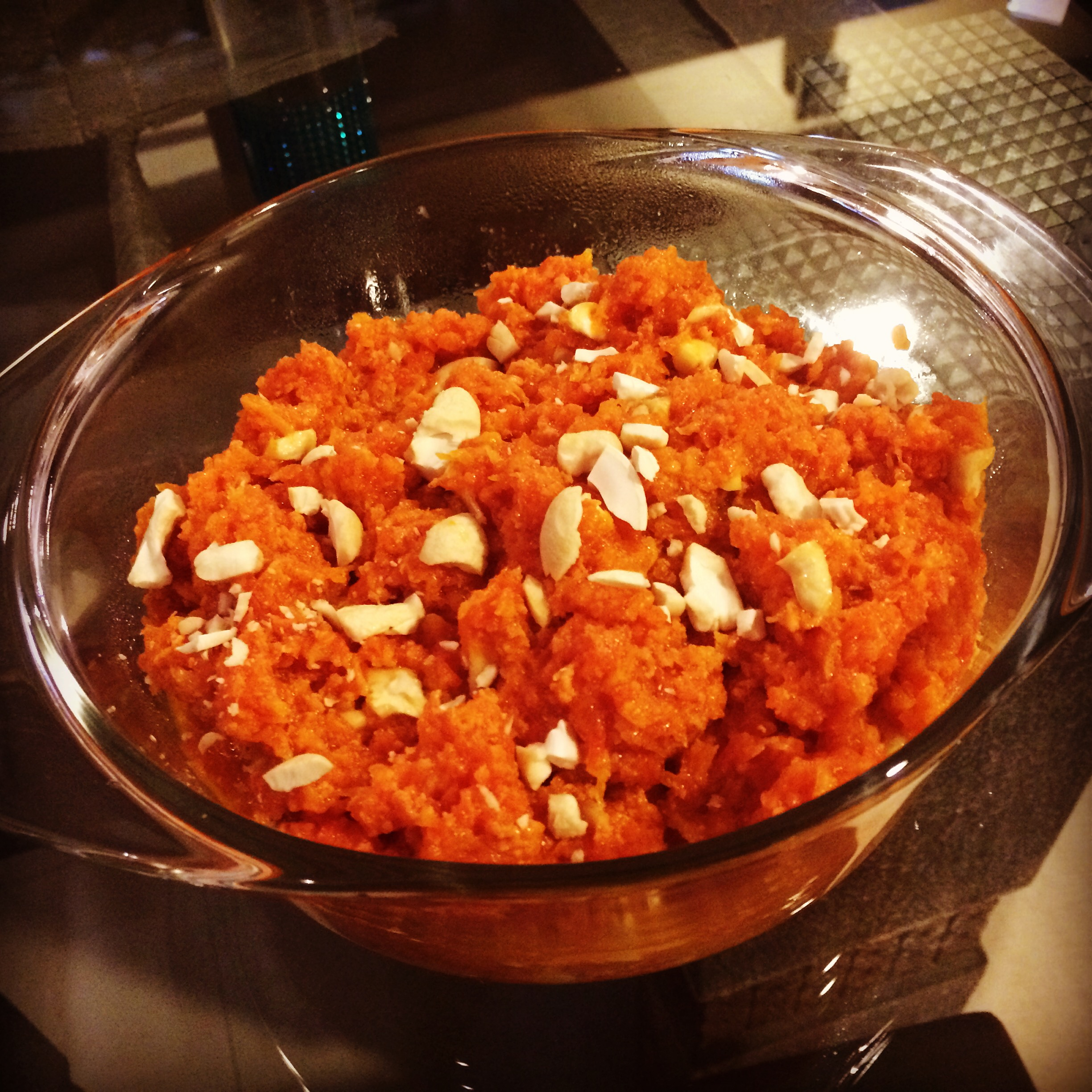
Індійська Гаджар ка халва на основі моркви

Характерна для кухні Індії, Пакистану та Бангладеш
- На основі моркви
- На основі бобів мунг
- На основі калабаси

### Халва на основі цукрової вати

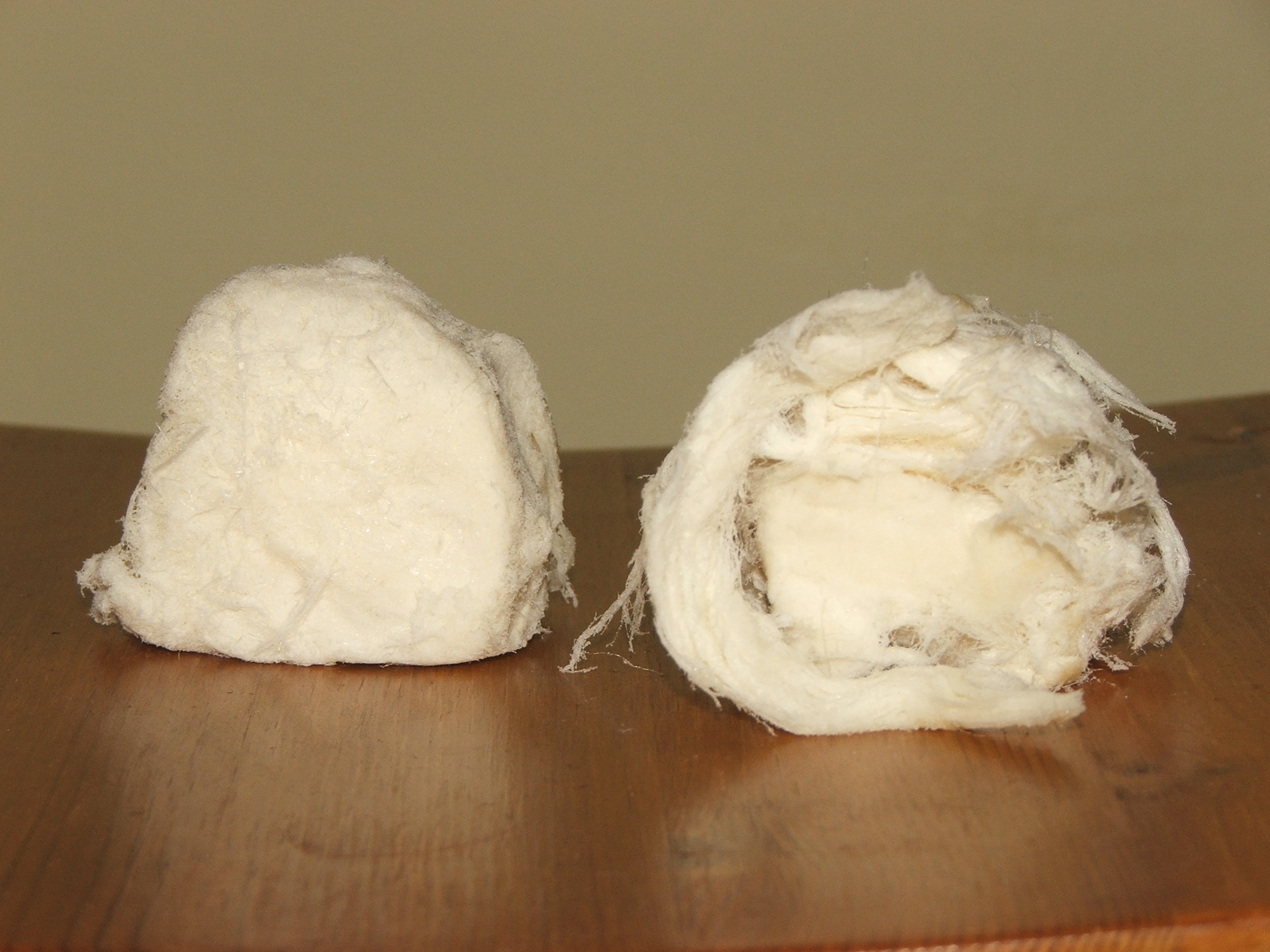
Пішманіє

- Пішманіє

### Халва на основі олійного насіння та горіхів
Трьома основними компонентами халви цього типу є білкова маса (паста з олійного насіння або горіхів), карамельна маса (цукор, патока) або мед, а також піноутворювач. У промисловому виробництві в Україні застосовуються цукор і патока, а мед використовується лише в домашніх рецептах. Піноутворювач додається в карамельну масу для надання халві її шарувато-волокнистої структури. Піноутворювачем найчастіше служать солодковий корінь і мильний корінь (корінь колючолистника), можуть використовуватися також корінь алтея та яєчний білок. У халву іноді додаються й інші компоненти, які відіграють роль ароматизаторів, барвників і смакових добавок: ваніль або ванілін, какао-порошок, шоколад, фісташки. Як емульгатор використовується лецитин, антиокислювач — аскорбінова кислота

#### Тахінна халва
Тахінна (кунжутна) халва поширена на Балканах, Близькому Сході, в інших частинах Середземноморського регіону, а також на території колишнього СРСР. Білкова маса для цієї халви готується з меленого кунжуту.

#### Соняшникова халва
У Східній Європі (Україна, Росія, Молдова, Білорусь) поширена соняшникова халва. Основним її компонентом замість кунжутової пасти є мелені насіння соняшнику. Соняшникова халва істотно темніше тахінної.

#### Арахісова халва
Арахісова халва виготовляється аналогічно кунжутовій, але з подрібненого арахісу. Зустрічається також комбінована тахінно-арахісова халва. Рецепти домашнього виробництва засновані на меді і не включають піноутворювача.

#### Горіхова халва
Основою горіхової халви можуть служити різні види горіхів: мигдаль, кеш'ю, волоський горіх, фісташки, арахіс.
| Українська соняшниково-горіхова халва           |                 |
| Перська мова(فارسی)                             | halva (халва)   |
| албанська (Shqip)                               | halvё (халва)   |
| арабська (عربي)                                 | حلاوة (_'алава) |
| бенгалі (বাংলা)                                    | হালুয়া (халуа)     |
| бірманська                                      | (ха́лава)        |
| боснійська (Bosanski)                           | halva (халва)   |
| болгарська(Български)                           | халва           |
| вірменська (Հայերեն)                            | հալվա (халва)   |
| гінді (हिंदी)                                      | हल्वा (хальве)    |
| грецька (Ελληνικά)                              | χαλβάς (халвас) |
| естонська (Eesti)                               | halvaa (халваа) |
| іврит (עברית‎)                                   | (галвах) חלבה   |
|                                                 |                 |
| литовська (Lietuvių)                            | chalva (халва)  |
| македонська(македонски)                         | алва (алва)     |
| малаялам (മലയാളം)                                 | അലുവ (алува)     |
| мальтійська (Malti)                             | ħelwa (хелва)   |
| перська (фарсі) (فارسى)                         | (халва)         |
| польська (Polski)                               | chałwa (халва)  |
| російська(Русский)                              | халва           |
| румунська (Română)                              | halva (халва)   |
| сербська (српски)                               | алва (алва)     |
| турецька (Türkçe) і крим-татарська (Qırım tili) | helva (хелва)   |
| урду (اردو)                                     | حلوا (хальве)   |
| фінська (Suomi)                                 | halva (халва)   |
| чеська (Česky)                                  | chalva (халва)  |

## Технологія виробництва халви
Виробництво халви складається з таких операцій: приготування тертих білкових мас, варіння карамельної маси, приготування екстракту мильного або солодкового кореня, збивання карамельної маси з цим екстрактом, вимішування халви, фасування та пакування.
Найбільш широкий асортимент соняшникової халви, яка може випускатись: цукровою — із збитої карамельної (46 %) і соняшникової маси (54 %); ванільною — з додаванням ваніліну; шоколадною — 44,6 кг/т какао порошку; з горіхами — 100,7 кг/т ядра горіха смаженого; Бобруйська — 107,8 кг/т сухого незбираного молока; Кубанська — 126,4 кг/т борошна соєвого дезодорованого смаженого і 42,1 кг/т олії соняшникової; Підмосковна — 31,3 кг/т молочного білка; Хрустка — 40,9 кг/т кукурудзяних паличок; Степова — 54,8 кг/т соєвого білкового концентрату; Люберецька — 37,5 кг/т какао порошку і глазурована шоколадною глазур'ю.
Технологічна схема виробництва халви складається з наступних операцій:
1. готування білкової маси;
2. готування збитої карамельної маси;
3. вимішування халви;
4. фасування й упакування халви.
Залежно від застосовуваних олієвмістних ядер, халву підрозділяють на:
- кунжутову (тахінову)
- арахісову
- горіхову
- соняшникову
- комбіновану

### Готування білкової маси
Білкова маса — це сметаноподібна маса сірих кольорів, отримана з добре очищених від лузги, обсмажених і тонкомолотих ядер соняшника.
Сировина — соняшник, вимоги до якості якого регламентує ДЕРЖСТАНДАРТ 22301-хо «Вимоги при заготівлях і поставках», де передбачені нижченаведені базисні норми відповідно до яких проводяться розрахунки за заготівлею насіння, що: 1. Вологість — 7,0 %; 2. Бур'яниста домішка — 1,0 %; 3. Олійна домішка — 3,0 %

### Очищення й калібрування
На підприємства насіння поступає з домішками.
Для очищення насінь від сторонніх домішок застосовують повітряно-ситові сепаратори, віялки, бурани.
Крім того, для якісного виконання наступних технологічних операцій насіння повинно бути розділені на 2—3 фракції з відбором дрібних насінин для виробництва рослинної олії, тому що для кондитерських цілей рекомендується використати тільки великі й середні з масою 1000 шт. не менш 65 гр.
При вологості насіння вище нормативної, воно в обов'язковому порядку повинно бути висушене.
Обвалення — (руйнування насінної оболонки)
У цей час відомо кілька способів обвалення насінь, але основним є обвалення ударом (багаторазовим або однократним). На якість цього процесу впливають: вологість, маслянистість і ботанічний різновид насінь, а також напрямок дії сили удару.

### Додаткове видалення лушпиння
У зв'язку з тим, що в білковій соняшниковій масі залишкова кількість лушпиння не повинне перевищувати 1,4 %, а попереднє очищення цього дати не може, то виникає потреба в додатковому видаленні лушпиння, що виконується аж до останньої технологічної операції по готуванню маси.
Далі технологічною інструкцією[якою?] передбачається розмелювання ядра на дрібну крупку, що потім відсівається на віброситі для відділення лушпиння.

### Термічна обробка соняшникових ядер
Сушіння й обсмажування.
Термообробка ядер, що пройшли очищення «мокрим» способом, виробляється спочатку в сушарках до вмісту вологи 12-15 %, а потім ядра обсмажують в одно і багаточанових жаровнях з вогневим, паровим або електричним обігрівом до їхньої кінцевої вологості — 1,0-1,5 %. Якщо ядро після промивання центрифугувалось, то його можна подавати на обсмажування минаючи попереднє підсушування.
При термообробці ядра «сухим» способом — його відразу подають на обсмажування. Температура ядра по закінченні обсмажування — 110-120 °C.
Обсмажування великої й дрібної фракції ядра бажано робити окремо.

### Охолодження і відвіювання
Після обсмажування соняшникового ядра, його варто швидко остудити до 50 °C для запобігання погіршення якості від тривалого впливу високої температури.
Температура охолоджених ядер — 30 °C.

### Розмел і протирання
Розмел обсмажених соняшникових ядер (або крупки, при «сухому» способі очищення) до однорідної консистенції виробляється на чотирьох, п'ятьох, восьмивальцьових верстатах, на жорнових млинах з вертикальною або горизонтальною віссю обертання.
Перед розмелом ядро, крупа проходять через магнітний сепаратор для очищення їх від можливих металевих домішок. Для максимального звільнення від лузги рослинну масу далі пропускають через протиральну машину.
Вміст жиру в розтертій соняшниковій масі повинне бути в межах 60-65 %. При застосуванні соняшника, що не забезпечує вміст жиру 60 %, дозволяється додавати в розтерту масу соняшникову олію.

### Готування карамельного сиропу
Карамельний сироп виготовляють із цукру й антикристалізаторів (патоки).
Краще за все кукурудзяна патока.
Карамельний сироп виготовляють періодичним або безперервним способом. При періодичному веденні процесу набули розповсюдження два способи:
1. У варильний казан заливають воду й засипають цукровий пісок. У процесі уварювання розчиненого цукру в казан завантажують фільтровану патоку й усе разом уварюють далі до вологості 14-19 %.
2. Сироп виготовляють у варильному баці, оснащену барботером і змійовиками, що гріють. Спочатку бак підігрівають із завантаженою патокою й невеликою кількістю води, потім завантажують цукровий пісок і розчиняють його паровим барботеруванням. Після цього сироп перемішуючи уварюють.

Цукор для готування сиропу повинен бути просіяний і пропущений через магніти. Варіння сиропу періодичним способом в основному роблять у двостінних варильних казанах з мішалкою і без неї, усередині яких установлений змійовик і барботер.

### Готування карамельної маси
Карамельний сироп після фільтрації подається в збірник для уварювання до одержання карамельного сиропу вологістю 2,7-3,5 %. Для інтенсифікації процесу уварювання й підвищення якості карамельної маси, уварювання бажано вести під вакуумом. На підприємствах невеликої потужності застосовують універсальні варильні апарати, роторно-плівкові випарники й закриті реактори. При відсутності вакуум-апаратів карамельну масу можна готувати шляхом швидкого уварювання у відкритих казанах або в збивальних казанах з вогневим обігрівом і частковим сполученням процесів уварювання й збивання при подачі туди відвару мильного або солодкового кореня.
Як піноутворювачі у виробництві халви застосовують відвар мильного кореня, що містить сапонін. В Україні кора аптечного кореня буро-жовтих кольорів. Після ретельного промивання від бруду й пилу корінь замочують у гарячій воді з наступним подрібненням його в коренерізках, у ребристих вальцьових дробарках або вручну ножем.
Нарізаний корінь вимочують 3-4 рази у свіжих порціях води. Отримані слабкі екстракти уварюють. Після цього відвар фільтрують, він повинен бути коричневих кольорів. Над казанами, де виконується одержання відвару обов'язково повинна бути посилена витяжна вентиляція, тому що пари, що утворюються при уварюванні, подразнюють слизову оболонку очей, носа, гортані.
Для виробництва однієї тонни халви потрібно 8-10 кг відвару мильного кореня, однак заздалегідь заготовлювати його в більших обсягах не можна, тому що він може через кілька днів зіпсуватися (покритися цвіллю).
Крім мильного кореня вживається, також, солодковий корінь трав'янистої рослини лакричника (родина бобових). Технологія готування з нього відвару практично така ж, як і з мильного кореня.
Крім відварів, виготовлених безпосередньо на виробництві, для збивання карамельної маси використовується вироблений харчосмаковими фабриками густий екстракт солодкового кореня.
На готування 1 тонни халви потрібно 3,3 кг екстракти солодкового кореня. Як піноутворювач може застосовуватися відвар із чайного насіння.

### Збивання карамельної маси
Для одержання халви зі стійкою шарувато-волокнистою будовою необхідно густу карамельну масу за допомогою піноутворювачів і насичення її повітрям у процесі збивання перетворити в білу пористу рухливу масу, що легко перемішується з білковою масою. Карамельну масу збивають у спеціальних казанах з паровим, електричним або вогневим обігрівом. Добре збита карамельна маса витягається в довгу, тонку, рівномірну нитку білих кольорів, плаває на поверхні розтертої білкової маси, має вологість 3,5-5,0 % і щільність від 1,1 до 1,15 кг/дм³. Для виробництва якісної халви шкідливі як недостатньо збита (має жовті кольори й малу пишність), так і занадто збита (перезбита) карамельна маса, що має велику пишність, але малу міцність.

### Вимішування халви
Одержання халви, вимішування — це рівномірний розподіл збитої карамельної маси в білковій масі з утворенням волокнисто-шаруватої структури. Вимішування можна робити ручним або механізованим способом.
Для ручного способу потрібна спеціальна металева чаша, що може обертатися у вертикальному й горизонтальному напрямках і дерев'яне весло.
Для механізованого способу використовуються деякі види бетономішалок зі зміненими лопатами або тістомісильною машиною типу «Стандарт», а також спеціальні машини для вимішування халви.
Коли халва і готова, її можна фасувати й упаковувати, але перед цим її можна обробити у вакуумі або покрити шоколадом.

### Фасовка й упакування халви
Халва може пакуватися у індивідуальні упаковки невеликої маси, а також в упаковки великої маси для її майбутньої вагової розфасовки.
Вагову халву упаковують у картонні, дощаті й полімерні ящики масою 12-15 кг, а також у бляшані коробки й банки.
Фасовану халву випускають у вигляді брикетів;
- у металевих банках до 800 грамів;
- у художньо оформлених картонних, полімерних коробках.
- Тубусах масою до 1500 грамів.

Халву в пачки по 200-300 грамів можна формувати вручну формочками або механізованим шляхом на модернізованій тістомісильній машині з поршневим нагнітанням.
Для великих підприємств випускаються машини для формування брикетів соняшникової халви масою 60 грамів, продуктивністю 5500 шт/год (330 кг/година).

### Зберігання халви
Зберігати халву потрібно при температурі не вище як 18 °С і відносній вологості повітря до 70 %. У цих умовах строки зберігання становлять: халви кунжутової та глазурованої шоколадною глазур'ю — до 2 міс., горіхової і соняшникової, халви кунжутової, арахісової, соняшникової і комбінованої, обробленої у вакуумі і фасованої у картонні коробки до 1,5 міс.

## Цікаві факти
- На честь халви названий астероїд 518 Халва, відкритий у 1903 році американським астрономом Реймондом Дуганом[en], який дуже любив цей десерт.
- Халва в Азербайджані є поминальною стравою